# Mesocyclops pseudomeridianus
Mesocyclops pseudomeridianus – gatunek widłonoga z rodziny Cyclopidae. Opisali go w 1989 roku francuscy zoolodzy Danielle Defaye i Bernard Henri Dussart. Miejsce typowe to staw na bagnach Pripriyiyi w pobliżu miasta Mana w Gujanie Francuskiej.